# Mimonthophagus anomalus
Mimonthophagus anomalus là một loài bọ cánh cứng trong họ Bọ hung (Scarabaeidae).